# Lịch tiêm chủng vắc xin
| Lứa tuổi                   | Loại Vaccin phòng bệnh                | Lịch tiêm                                       |
| -------------------------- | ------------------------------------- | ----------------------------------------------- |
| Sơ sinh                    | Lao (BCG)                             | Mũi 1: nhắc lại sau 4 năm                       |
| Sơ sinh                    | Viêm gan siêu vi B                    | Mũi 1                                           |
| 1 tháng tuổi               | Viêm gan B                            | Mũi 2                                           |
| 2 tháng tuổi (6-90 ngày)   | Viêm gan B                            | Mũi 3: một năm sau nhắc lại mũi 4               |
| 2 tháng tuổi (6-90 ngày)   | Bạch hầu-Ho gà-Uốn ván                | Mũi 1                                           |
| 2 tháng tuổi (6-90 ngày)   | Bại liệt                              | Uống                                            |
| 2 tháng tuổi (6-90 ngày)   | Viêm màng não mủ, viêm phổi … do Hib  | Mũi 1                                           |
| 3 tháng tuổi (90-120 ngày) | Bạch hầu-Ho gà-Uốn ván                | Mũi 2                                           |
| 3 tháng tuổi (90-120 ngày) | Bại liệt                              | Uống                                            |
| 3 tháng tuổi (90-120 ngày) | Viêm màng não mủ, viêm phổi … do Hib  | Mũi 2                                           |
| 4 tháng tuổi (120 ngày)    | Bạch hầu-Ho gà-Uốn ván                | Mũi 3: nhắc lại sau 1 năm                       |
| 4 tháng tuổi (120 ngày)    | Bại liệt                              | Uống                                            |
| 4 tháng tuổi (120 ngày)    | Viêm màng não mủ, viêm phổi … do Hib  | Mũi 3: nhắc lại sau 1 năm                       |
| 9 tháng                    | Sởi                                   | Mũi 1                                           |
| 12 tháng tuổi              | Viêm não Nhật Bản B                   | Tiêm 2 mũi: mỗi mũi cách nhau 1 tuần,           |
| 12 tháng tuổi              | Viêm não Nhật Bản B                   | 1 năm sau tiêm nhắc lại mũi 3 và cứ             |
| 12 tháng tuổi              | Viêm não Nhật Bản B                   | 3 năm tiêm nhắc lại 1 lần cho đến 15 tuổi       |
| 12 tháng tuổi              | Thủy đậu                              | Tiêm một mũi duy nhất (Nếu trẻ trên             |
| 12 tháng tuổi              | Thủy đậu                              | 12 tuổi tiêm 2 mũi, mỗi mũi cách nhau 6-8 tuần) |
| 15 tháng tuổi              | Sởi, Quai bị, Rubella                 | Tiêm một mũi                                    |
| 18 tháng tuổi              | Viêm màng não do Não mô cầu typ A + C | Tiêm 1 mũi; 3 năm sau nhắc 1 lần                |
| 24 tháng tuổi              | Phế cầu                               | Tiêm 1 mũi và cứ 5 năm nhắc lại 1 lần           |

Chú ý: Ngoài những bệnh trong lịch tiêm chủng mở rộng, cũng có những bệnh khác trong chương trình mà không có trong lịch như phòng bệnh tiêu chảy do virus Rota,..